# Oswaldo Trevisan
Osvaldo Trevisan (Bauru, 9 de novembro de 1937) é um político brasileiro. Exerceu o mandato de deputado federal constituinte em 1988. Teve três filhos com sua esposa, Lia Marisa de Lacerda.

## Educação e vida profissional
Formou-se economista em 1964 pela Universidade de Marília, em São Paulo. Em 1965, foi aprovado no curso de direito da Universidade de Londrina, no Paraná, onde também foi professor de economia. Graduou-se em 1969. Também lecionou economia, em novembro de 1976, na Faculdade de Economia de Cornélio Procópio, no Paraná.

## Início e fim da vida política
Ainda em 1976, foi eleito prefeito do Paraná pelo partido Movimento Democrático Brasileiro (MDB), contrário à Ditadura Militar.  No entanto, só tomou posse em fevereiro de 1977. Depois, o bipartidarismo foi extinto com a Nova Lei Orgânica dos Partidos, em dezembro de 1979, o que fez com que Oswaldo Trevisan se filiasse ao Partido do Movimento Democrático Brasileiro (PMDB), que sucedeu o MDB. Em 1981, viajou ao Japão como parte da comitiva oficial do governo do Paraná. Foi prefeito do Estado até 1983, quando acabou o seu mandato.
Em fevereiro de 1983, iniciou mandato como deputado estadual do Paraná, ainda pelo PMDB. Votou a favor da emenda Dante de Oliveira em 25 de abril do ano seguinte, que propunha o restabelecimento das eleições diretas para presidente da República em novembro daquele ano. No entanto, a emenda não conseguiu a quantidade de votos necessárias para a sua aprovação, o que fez com que a sucessão residencial fosse decidida pela via indireta. No decorrer da legislatura, tornou-se integrante da Comissão Parlamentar de Inquérito (CPI) sobre o sistema bancário. Foi eleito deputado federal em 27 de outubro de 1987, passando a integrar a Assembleia Nacional Constituinte. Por fim, deixou a Câmara dos Deputados em janeiro de 1988.
Em outubro de 1990, foi eleito deputado estadual pelo PMDB. Ocupou o cargo de secretário ouvidor do partido em 1994, com o objetivo de concorrer a uma vaga como senador.  Nessa época, encerrou sua vida política e voltou a trabalhar como advogado. Além disso, passou a ser um dos sócios da Rádio FM 104, em Cornélio Procópio.
Em 2003, passou a ensinar direito constitucional no curso de Direito da Faculdade Cristo Rei (FACCREI), também em Cornélio Procópio. Também fez mestrado em Administração pela Faculdade Estadual de Filosofia, Ciências e Letras de Cornélio Procópio. Foi titulado Cidadão Honorário do estado do Paraná em 2007, pela Assembleia Legislativa do Estado. Ainda nesse ano, foi eleito diretor jurídico da Sociedade Rural da região de Cornélio Procópio para a gestão 2007/2009.